# My Time (Boz Scaggs)
| Recensione                        | Giudizio |
| --------------------------------- | -------- |
| AllMusic                          | [ 1 ]    |
| Robert Christgau                  | B        |
| The New Rolling Stone Album Guide | [ 3 ]    |
| Dizionario del Pop-Rock           | [ 4 ]    |

My Time è il quinto album discografico in studio di Boz Scaggs, pubblicato dalla casa discografica Columbia Records nel settembre del 1972.
L'album si classificò al centotrentottesimo posto della Chart statunitense di Billboard 200.

## Tracce
Lato A
Testi e musiche di W. R. Scaggs, eccetto dove indicato.
1. Dinah Flo – 3:03
2. Slowly in the West – 3:56 (David Brown)
3. Full-Lock Power Slide – 3:09
4. Old Time Lovin' – 2:52 (Al Green)
5. Might Have to Cry – 4:03

Lato B
Testi e musiche di W. R. Scaggs, eccetto dove indicato.
1. Hello My Lover – 3:23 (Clarence Toussaint)
2. Freedom for the Stallion – 2:32 (Allen Toussaint)
3. He's a Fool for You – 3:46
4. We're Gonna Roll – 2:52
5. My Time – 2:56

## Musicisti
Dinah Flo / Slowly in the West / Might Have to Cry / Hello My Lover / He's a Fool for You / My Time
- Boz Scaggs - voce, chitarra, produttore
- Jimmy Johnson - chitarra
- Eddie Hinton - chitarra acustica
- Pete Carr - chitarra
- Barry Beckett - pianoforte
- Clayton Ivey - organo, pianoforte elettrico
- M.S.S. Horns (Muscle Shoals Section Horns) - strumenti a fiato
- David Hood - basso
- Roger Hawkins - batteria
- Charles Chalmers - accompagnamento vocale, cori
- Sandra Chalmers - accompagnamento vocale, cori
- Donna Rhodes - accompagnamento vocale, cori
- Registrazione brani effettuate al Muscle Shoals Sound Studio di Muscle Shoals (Sheffield), Alabama

Full-Lock Power Slide / Old Time Lovin' / Freedom for the Stallion / We're Gonna Roll
- Boz Scaggs - voce, chitarra, accompagnamento vocale, cori, produttore
- Joachim Young - tastiere
- Mel Martin - strumenti a fiato (brani: Old Time Lovin e Freedom for the Stallion)
- Bob Ferreira - strumenti a fiato (brani: Old Time Lovin e Freedom for the Stallion)
- Tom Harrell - strumenti a fiato (brani: Old Time Lovin e Freedom for the Stallion)
- Jim Rothermel - strumenti a fiato (brani: Old Time Lovin e Freedom for the Stallion)
- Jack Schroer - strumenti a fiato (brano: We're Gonna Roll)
- Jules Broussard - strumenti a fiato (brano: We're Gonna Roll)
- David Brown - basso
- George Rains - batteria
- Linda Tillery - accompagnamento vocale, cori
- Dorothy Morrison - accompagnamento vocale, cori
- Registrazioni effettuate al CBS Studios di San Francisco, California
- Roy Halee - ingegnere delle registrazioni, produttore

Note aggiuntive
- Ethan A. Russell - fotografia copertina album
- Anne Garner - grafica album[8]